# Warszawska Resursa Kupiecka

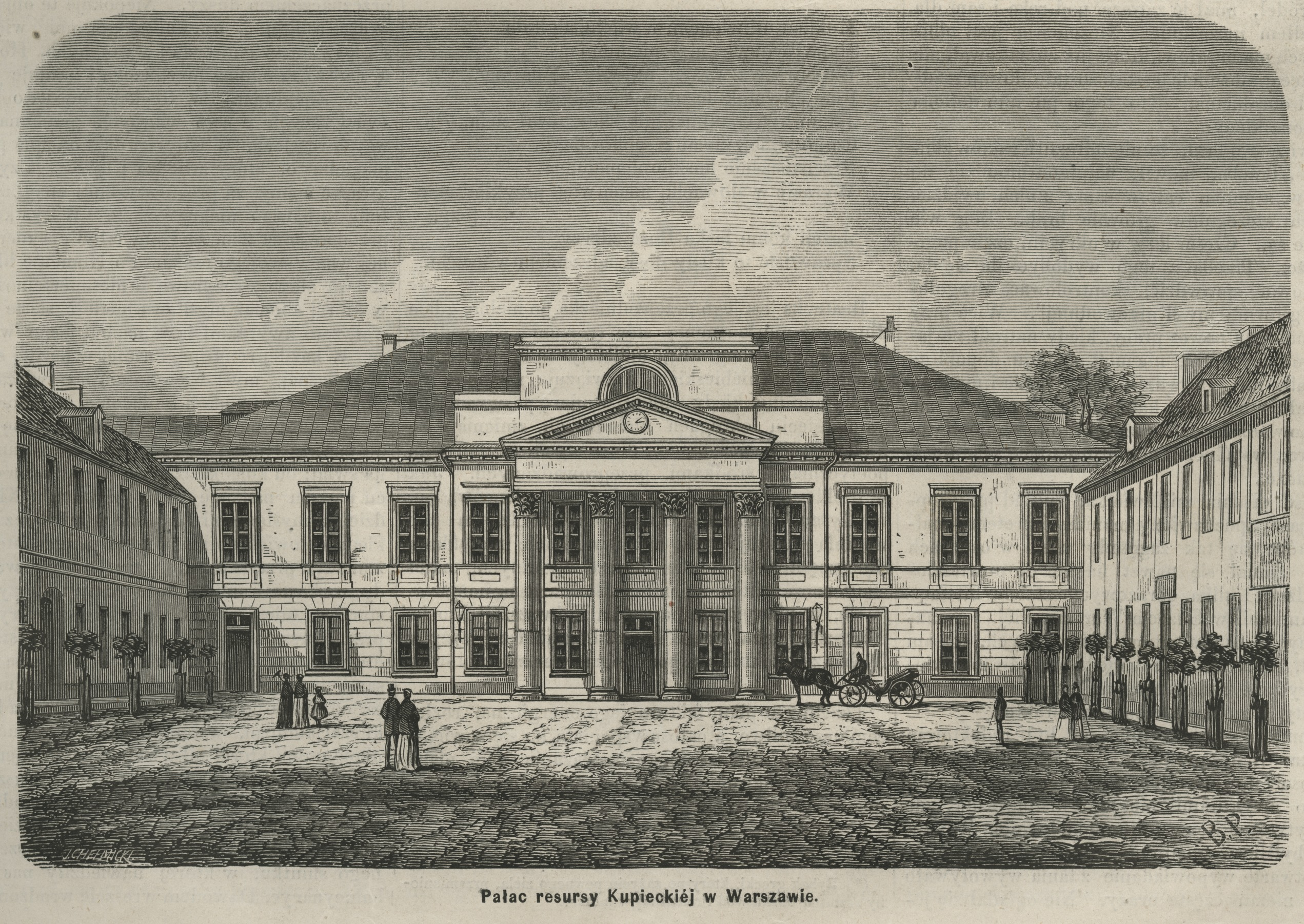
Pałac Mniszchów w czasie gdy był siedzibą Resursy

Warszawska Resursa Kupiecka, właśc. Stowarzyszenie Warszawskich Kupców – stowarzyszenie kupców założone w Warszawie 20 października 1820 w celach wspólnej, godziwej rozrywki i towarzyskich zebrań, na tle muzykalnych produkcyj oraz rozmów o sprawach zawodowych i potocznych.

## Opis
Stowarzyszenie zostało założone przez podpisanie protokułu przez 12 założycieli, byli to: August Dopler, Wojciech Sommer, Franciszek Kohler, Józef Dyzmański, Henryk Velthusen, Jerzy Kurtz, Józef Gotti, Adrian Stamm, Józef Kohler, Mikołaj Blohm i Jakub Liedtke.
Kolejne siedziby Resursy Kupieckiej to:
- Pałac Młodziejowskich w Warszawie, ul. Miodowa 10, do 1829
- Pałac Mniszchów w Warszawie, ul. Senatorska, 1830–1939[6]

W 1832 nastąpił rozłam na istniejącą Warszawską Resursę Kupiecką i tzw. Nową Resursę Kupiecką, później przemianowaną na Resursę Obywatelską.
Kolejne siedziby Resursy Obywatelskiej to:
- Pałac Pod Czterema Wiatrami w Warszawie, ul. Długa, 1832-1856
- Pałac Tarnowskich (nieistniejący), ul. Krakowskie Przedmieście 42/44 róg Karowej, 1856-1861
- Gmach Resursy Obywatelskiej, ul. Krakowskie Przedmieście 64, 1861-1939.

Resursa skupiała nie tylko kupców, ale także inteligencję i bogate mieszczaństwo, organizowała „zabawy, gry umiarkowane, czytanie gazet i książek, bale, koncerty, obiady towarzyskie”. Sale resursy były także wynajmowane, zarówno instytucjom, jak i osobom prywatnym na cele koncertów, spotkań towarzyskich czy bali.